# بوسا
بوسا (به ایتالیایی: Bosa) یک کومونه در ایتالیا است که در استان اریستانو واقع شده‌است.

## خصوصیات
بوسا ۱۳۵٫۶۷ کیلومترمربع مساحت و ۸٬۱۲۶ نفر جمعیت دارد و ۵ متر بالاتر از سطح دریا واقع شده‌است.